# 바베트 페터
바베트 페터(독일어: Babett Peter, 1988년 5월 12일 ~ )는 독일의 여자 축구 선수이다. 포지션은 수비수이며, 현재 스페인 프리메라 디비시온 페메니나의 레알 마드리드 페메니노에서 활동하고 있다.

## 클럽 경력
초등학교 재학 시절부터 축구를 시작했으며 9세 시절에는 그의 부모님에 의해 현지 축구 클럽인 FSV 오샤츠에 입단했다. 1. FC 로코모티프 라이프치히에 입단한 이후에는 독일의 청소년 여자 축구 국가대표팀 선수로 활약했고 2005-06 시즌에는 1. FFC 투르비네 포츠담으로 이적했다.
2007년 9월에는 프리츠 발터 메달 여자 부문 금메달을 수상했고 2009년부터 2011년까지 투르비네 포츠담의 프라우엔-분데스리가 3회 연속 우승에 공헌했다. 또한 2009-10 시즌에서는 투르비네 포츠담의 UEFA 여자 챔피언스리그 우승에 공헌했다. 2012년에는 1. FFC 프랑크푸르트로 이적했고 2014년에는 VfL 볼프스부르크로 이적했다.

## 국가대표 경력
2006년 3월에 열린 핀란드와의 경기에 출전하면서 독일 여자 축구 국가대표팀 선수로 데뷔했다. 독일이 우승을 차지했던 2007년 FIFA 여자 월드컵에 이름을 올렸지만 단 한 경기도 출전하지 못했다. 하지만 독일이 동메달을 획득했던 2008년 베이징 하계 올림픽, 독일이 통산 7번째 우승을 차지했던 UEFA 여자 유로 2009에 주전 선수로 참가했다.
독일에서 개최된 2011년 FIFA 여자 월드컵, 캐나다에서 개최된 2015년 FIFA 여자 월드컵, 네덜란드에서 개최된 UEFA 여자 유로 2017에 참가한 독일 여자 축구 국가대표팀 명단에 이름을 올렸고 독일이 금메달을 획득했던 2016년 리우데자네이루 하계 올림픽에도 참가했다. 2019년 4월 26일을 기해 국가대표팀에서 은퇴했다.

## 사생활
바베트 페터는 2007년 6월에 포츠담 체육 김나지움 과정을 졸업하면서 아비투어 졸업장을 받았으며 2007년 10월에는 독일 연방군 체육 지원 그룹에 입단했다. 5세 시절에는 안면신경마비 증세에 시달렸지만 15세 시절에 수술을 받으면서 증세가 개선되었다.

## 수상

### 클럽
1. FFC 투르비네 포츠담
- UEFA 여자 챔피언스리그 1회 우승 (2009-10)
- 프라우엔-분데스리가 5회 우승 (2005-06, 2008-09, 2009-10, 2010-11, 2011-12)
- 여자 DFB-포칼 1회 우승 (2005-06)

1. FFC 프랑크푸르트
- 여자 DFB-포칼 1회 우승 (2013-14)

VfL 볼프스부르크
- 프라우엔-분데스리가 1회 우승 (2016-17)
- 여자 DFB-포칼 3회 우승 (2014-15, 2015-16, 2016-17)

### 국가대표
- 2007년 FIFA 여자 월드컵 우승
- 2008년 하계 올림픽 여자 축구 동메달
- UEFA 여자 유로 2009 우승
- 2016년 하계 올림픽 여자 축구 금메달